# Begrafenisboot
Een begrafenisboot is een type schip dat bij verschillende culturen gebruikt werd bij uitvaartplechtigheden. De overledene werd ermee naar zijn laatste rustplaats gevoerd, dan wel in begraven. Gelet op de financiële waarde van een boot, waren het vooral families van hoogwaardigheidsbekleders die hun gezinsleden in boten begroeven.

## Oude Egypte

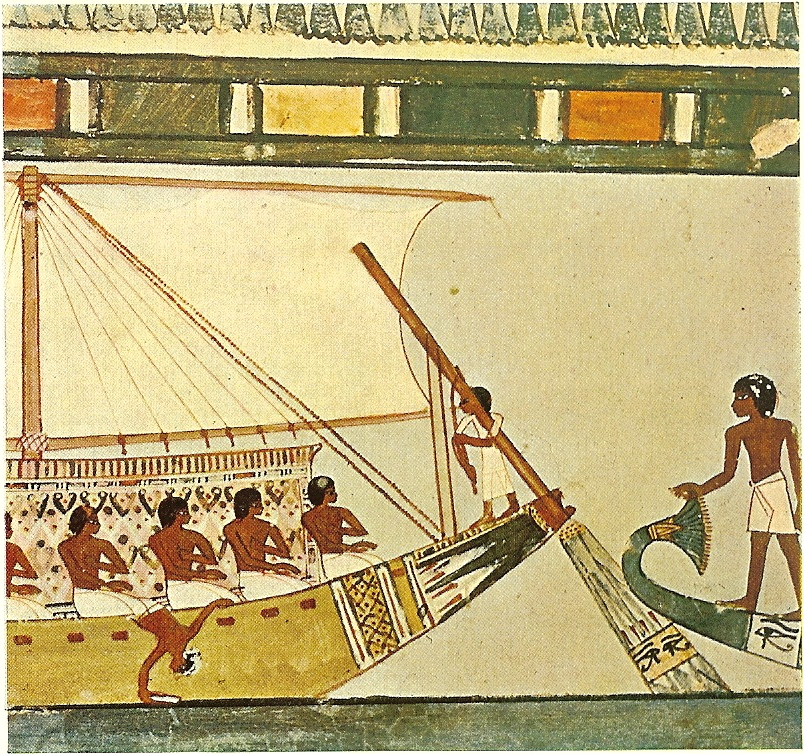
Begrafenisboot voor een farao

In het oude Egypte werd een begrafenisboot gebruikt om overleden farao's te verplaatsen naar de dodenstad Abydos. Het zien van zo'n boot was een duidelijk teken voor de inwoners dat hun farao overleden was. Ook (rijke) Egyptenaren gebruikten boten om hun overledenen over te brengen naar de Westelijke kant van de Nijl.

In de koninklijke necropool van Abydos werden daarnaast ook verschillende bootgraven gevonden.

## Vikingen

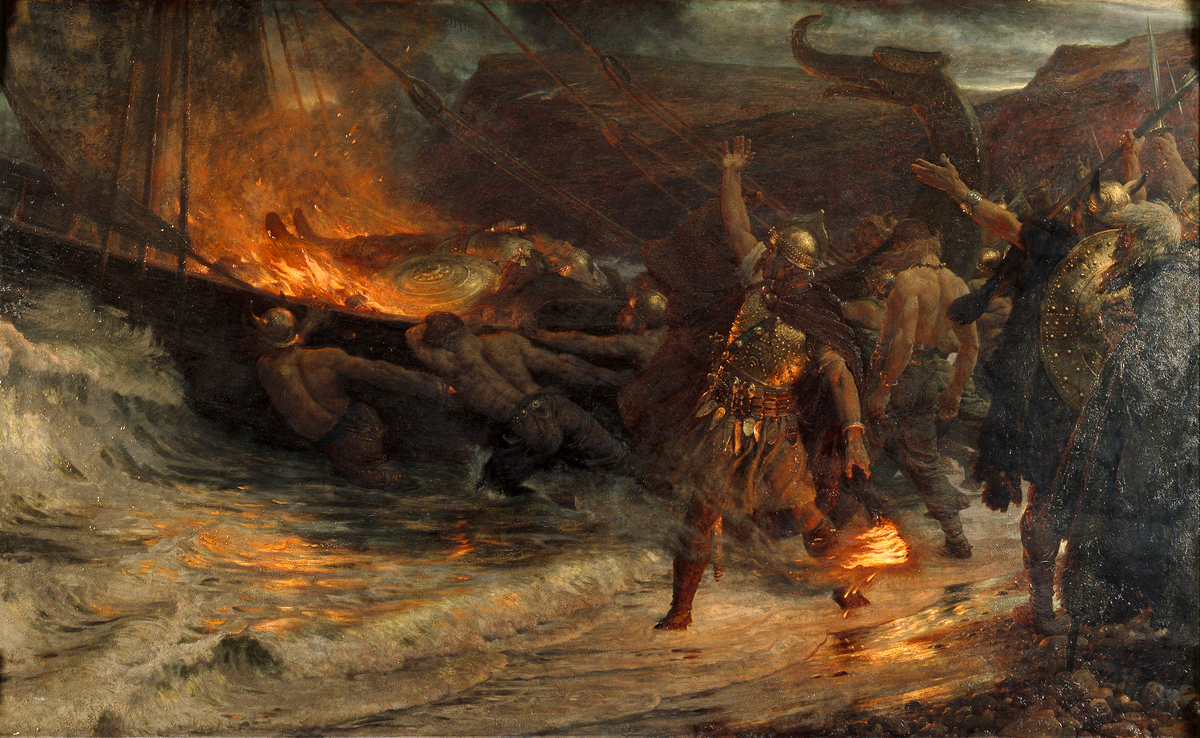
Scheepsgraf van een viking

Soms begroeven de Vikingen hun overledenen samen met een boot in een scheepsgraf. Een van de meest bekende ooggetuigenverslagen komt van Ahmed ibn Fadlan (10de eeuw), die beweerde de begrafenis van een stamhoofd te hebben bijgewoond: de boot van het overleden stamhoofd werd aan land gesleept en op een brandstapel geplaatst, waarna het stamhoofd er tezamen met ettelijke grafgiften in werd opgebaard. Het schip werd in brand gestoken en nadien bedekt met zand, zodat er een grafheuvel ontstond. In tegenstelling tot wat vaak beweerd wordt, begroeven de Vikingen hun doden bijna altijd en werden hun lichamen dus niet in een boot te water gelaten om nadien in brand gestoken te worden. 

## Engeland

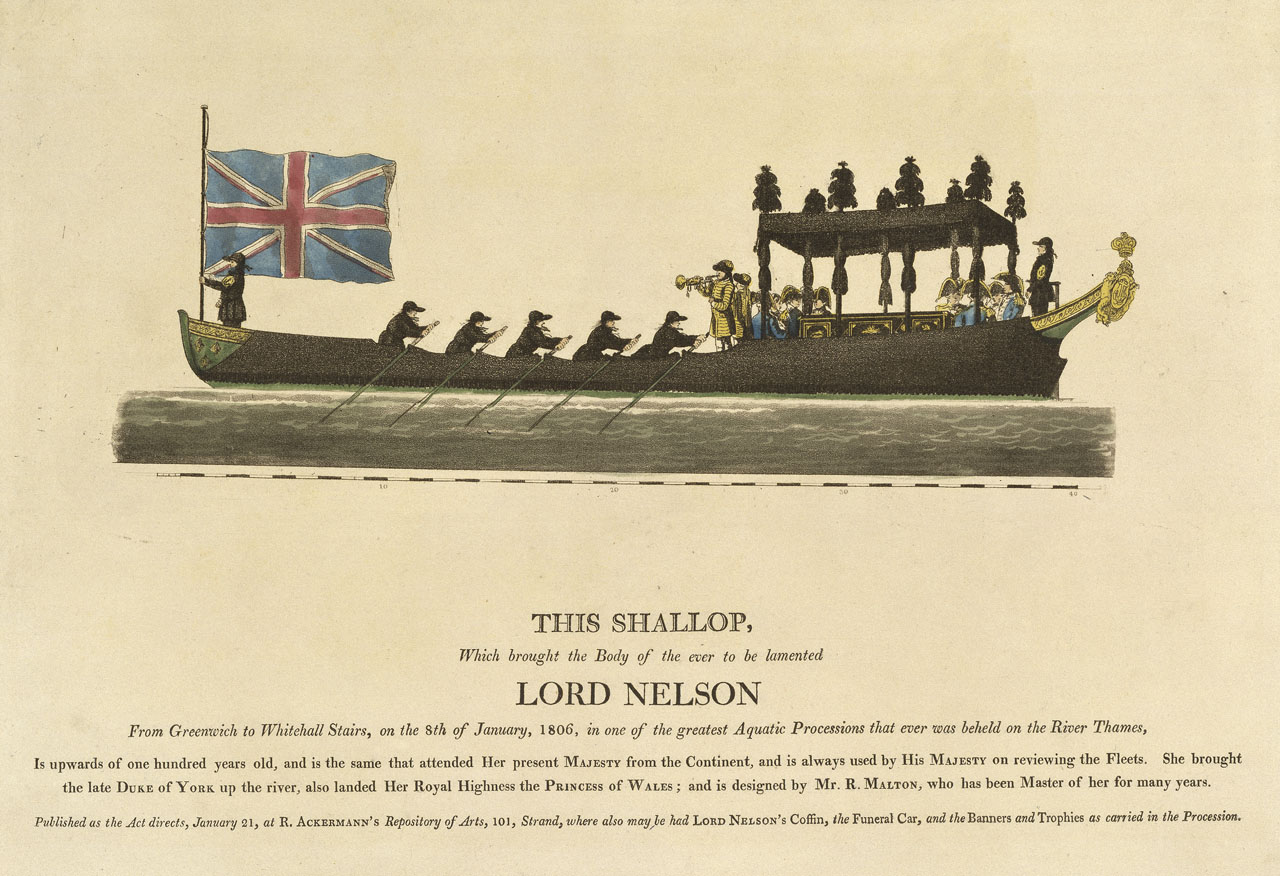
De uitvaart van Lord Nelson

In Londen wordt bij staatsbegrafenissen de overledene soms ook via de Thames vervoerd. Zo werd Admiraal Nelson in 1806 in een sloep van Greenwich naar Londen gebracht.

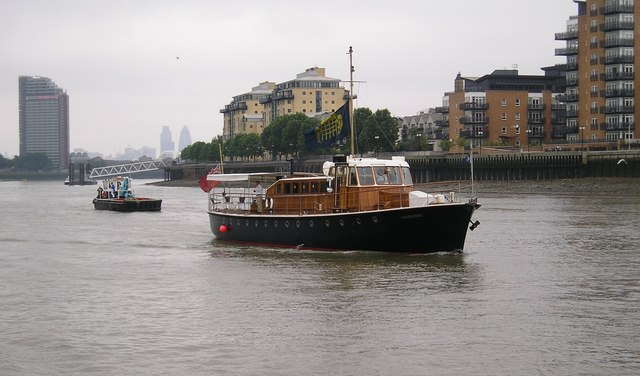
De Havengore

In januari 1965 maakte de Havengore een essentieel deel uit van de staatsbegrafenis van Winston Churchill.

## Venetië

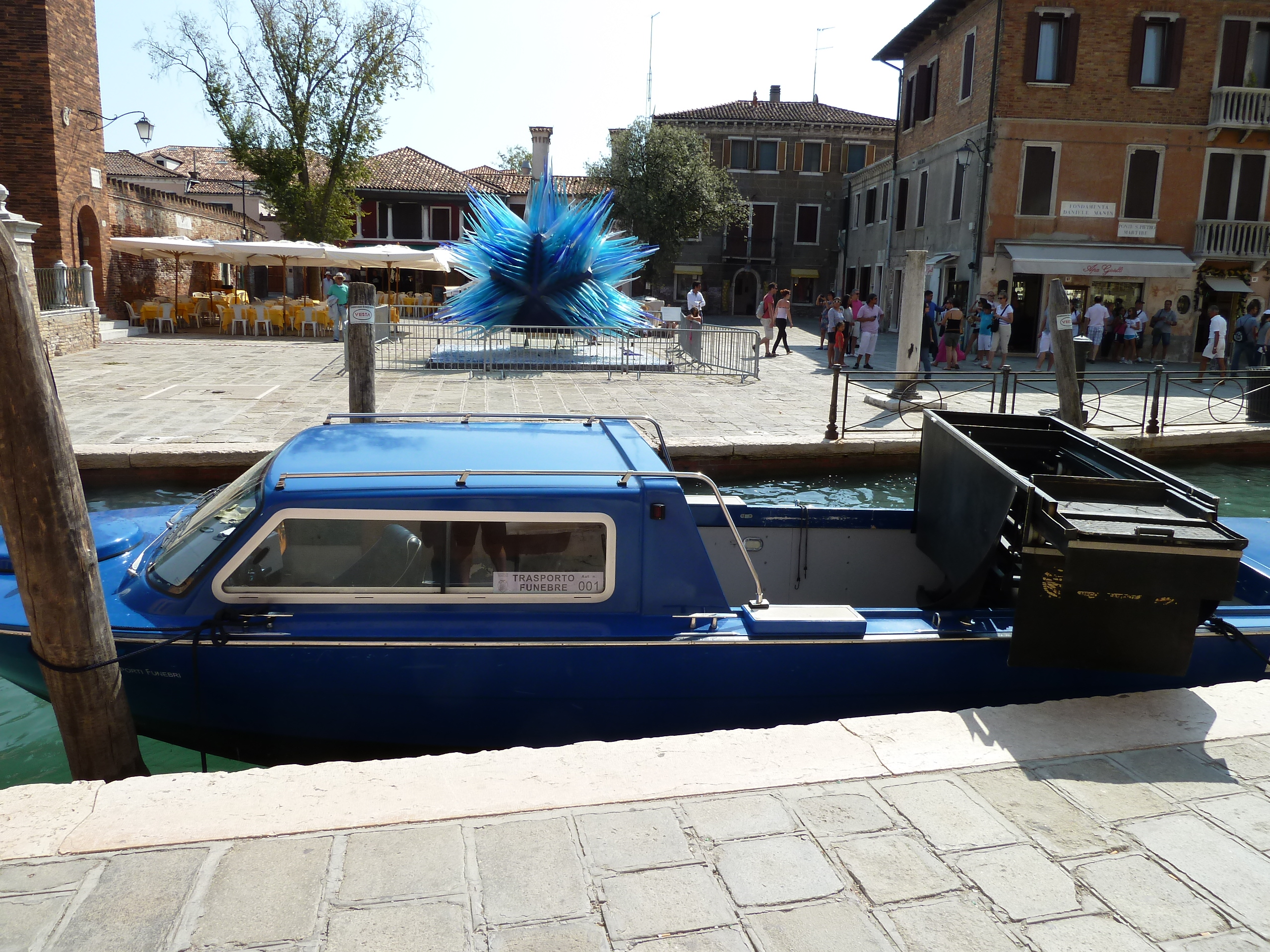
Moderne versie

In steden als Venetië werden lange tijd gondels gebruikt om doden naar hun laatste rustplaats te brengen. Ook in de 21ste eeuw worden nog 'lijkboten' gebruikt in plaats van lijkwagens.